# Órdenes monacales
Las órdenes monacales son congregaciones formadas por grupos de personas cuyos individuos están unidos según las reglas marcadas por el creador de la orden. Es decir, estas órdenes están compuestas por uniones de personas que persiguen un mismo objetivo. Este fin común era el de vivir una vida apostólica similar a la de los discípulos de Jesús, participando en una metodología activa o meramente contemplativa. Así pues, las órdenes religiosas existen desde los primeros intentos de crear una vida destinada a la religión.

## Las Órdenes monacales más representativas de Europa
- Benedictinos: Orden monástica dedicada a la contemplación de la religión católica. Fue San Benito de Nursia (480-547), abad de Subiaco y Montecasino, quien se encargó de difundir la perfección evangélica a Europa. Esta no llegó a practicarse hasta el siglo IX cuando Ludovico Pio fomentó la reforma monástica para propagar la vida cultural.[2]

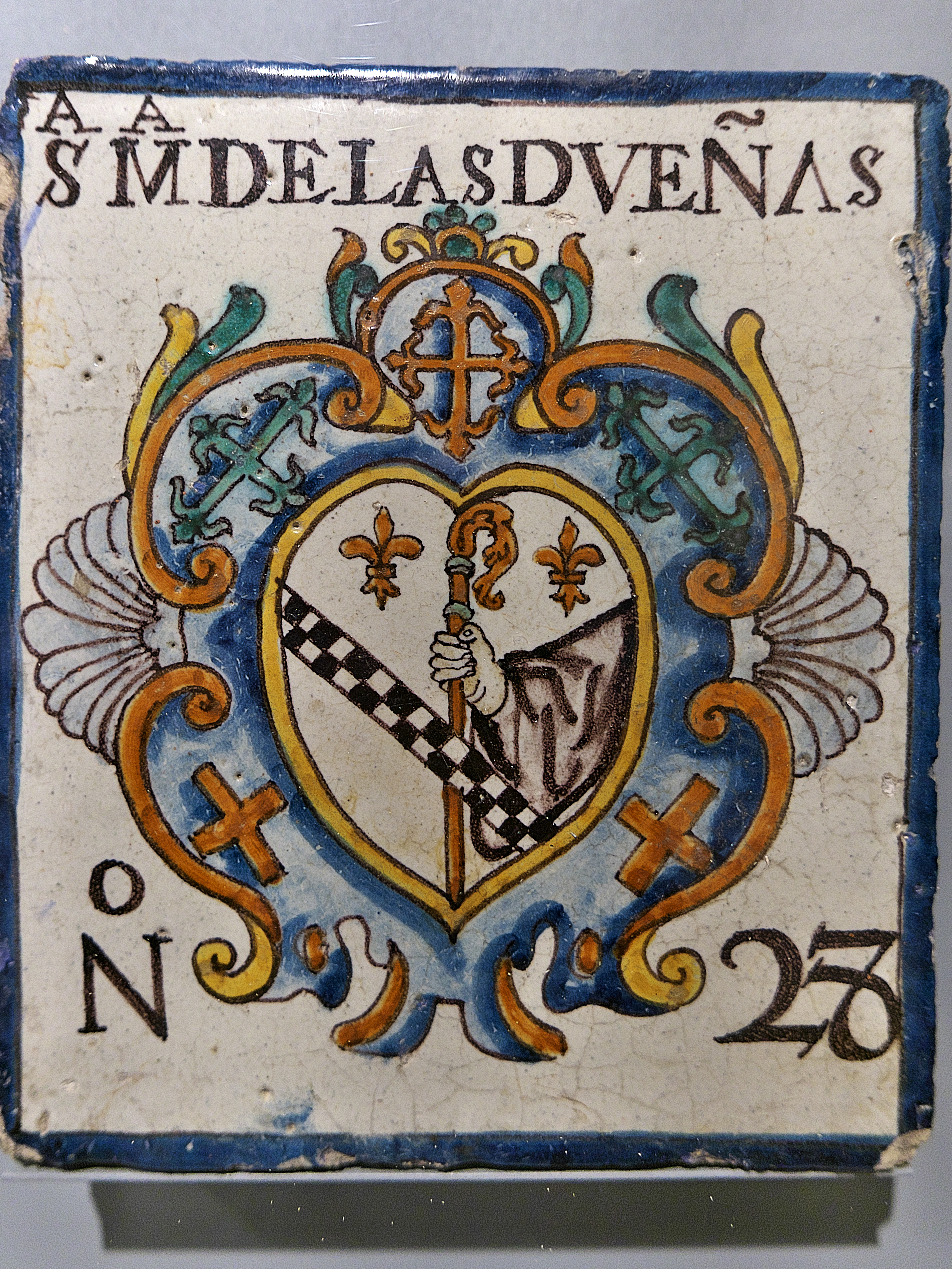
Emblema Cisterciense

- Cistercienses: original de Cîteaux, Francia. En 1098 nace la orden del Císter en el momento en el que el abad Roberto de Molesmes se encargó de restablecer la anterior orden de San Benito. La base de la nueva orden consistía en abandonar todos los signos de riqueza externa, a fin de depender tan solo del propio trabajo para subsistir y abastecer sus necesidades.[3]
- Camaldulenses: Originaria de  Camaldoli, Italia. Esta reforma tiene como objetivo renovar e integrar el aislamiento y las tradiciones de nueva generación de la vida monástica. Su fundador fue San Romualdo y este recibió la aceptación del papa Alejandro II en 1072 para mejorar la vida en sociedad.

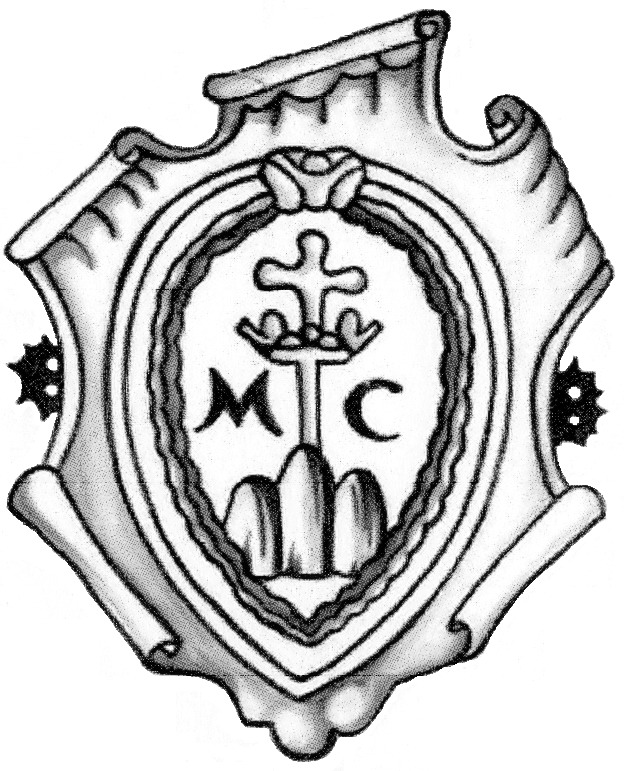
Emblema Camaldulenses

- Cartujos: Fue en el año 1084 cuando San Bruno, sacerdote alemán, fundó esta orden destinada a la contemplación y la oración diaria. Este orden, como la anterior, intenta huir de cada detalle que insinúe el lujo, evita la tentación por parte de la riqueza y se caracteriza por el minucioso cumplimiento de sus normas morales, por cumplir rigurosamente en su introducción de la religión.
- Jerónimos: La orden de San Jerónimo se trata de una orden religiosa católica, basada en orientaciones puramente contemplativas, que apareció en el siglo XIV siguiendo el espíritu de San Jerónimo. En 1373, fue aprobado por el Papa Gregorio XI y es la única orden religiosa para hispanos, porque se estableció solo en España y en Portugal, por tanto, está estrechamente relacionada con las monarquías constitucionales de ambos países.
- Paulinos: La orden de San Pablo fue una orden religiosa católica, que se estableció en Hungría en el siglo XIII gracias al beato Eusebio de Stregonia. Fue reconocida por el Papa en 1263 a Pablo, obispo de Veszprém, para empezar a evangelizar por Hungría y Europa primeramente.